# Anja Meulenbelt

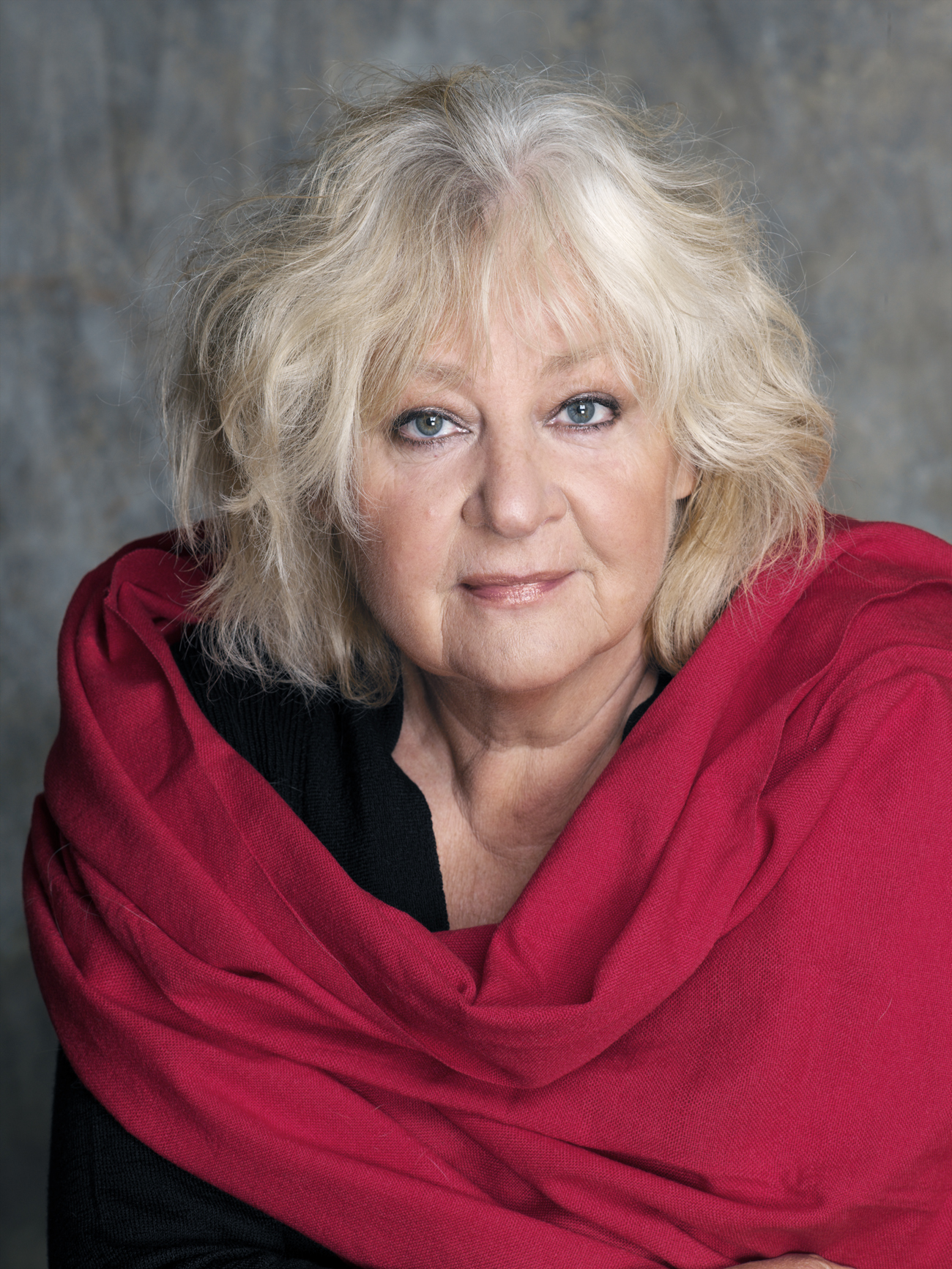
Anja Meulenbelt, 2006

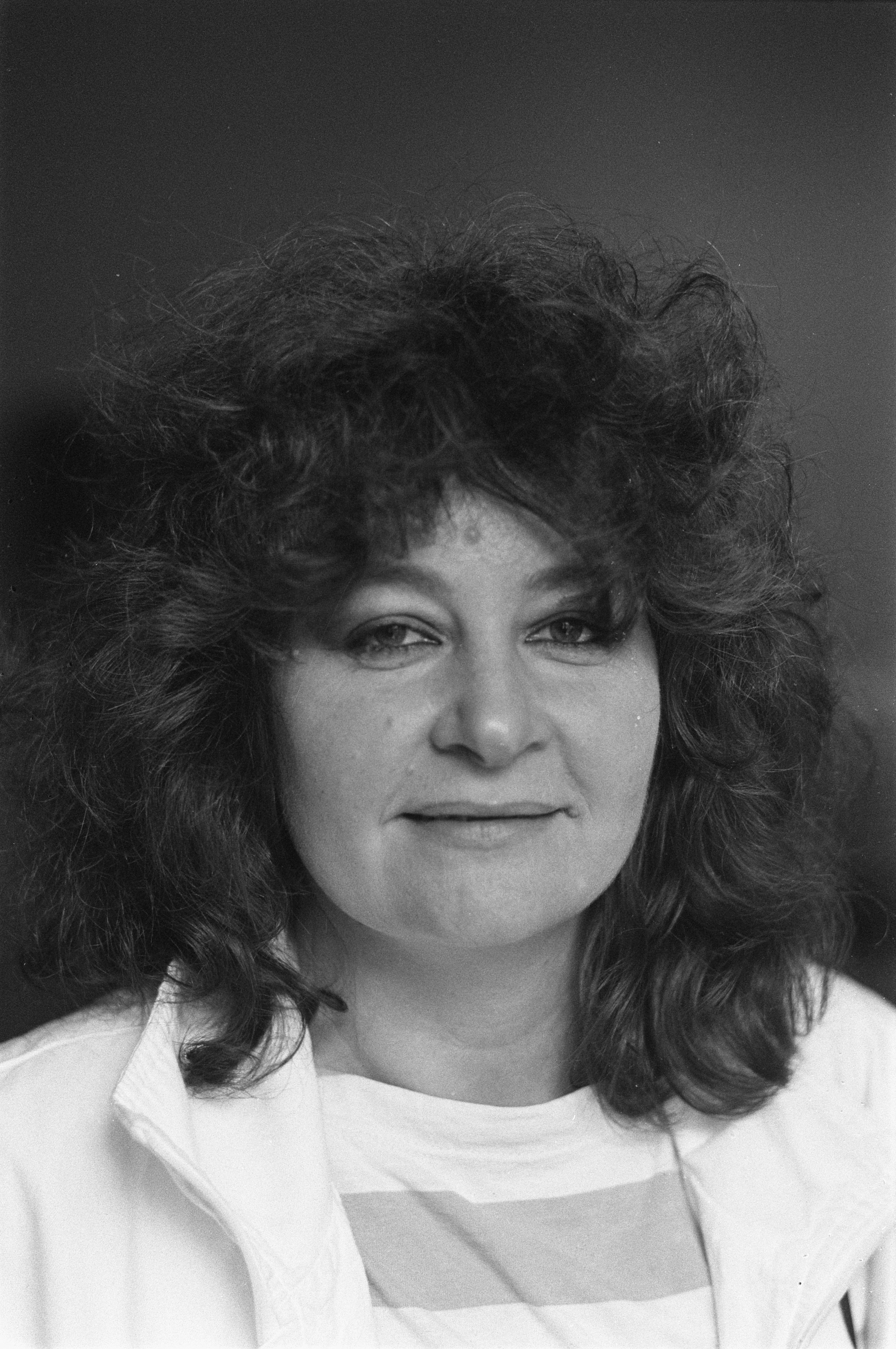
Anja Meulenbelt, 1984

Anja Henriëtte Meulenbelt (* 6. Januar 1945 in Utrecht) ist eine niederländische feministische Schriftstellerin, Essayistin und Politikerin. Von Juni 2003 bis 2011 war sie Mitglied der Ersten Kammer der Generalstaaten, dem Senat der Niederlande, für die Socialistische Partij (Sozialistische Partei Niederlande). Bekannt wurde sie durch den internationalen feministischen Bestseller Die Scham ist vorbei.

## Werdegang
Meulenbelt wurde in Utrecht geboren und studierte in Amsterdam.
In Deutschland wurde Anja Meulenbelt als Feministin bekannt. In ihren Publikationen wie „Feminisme en socialisme“ (1975) und vor allem in „De ziekte bestrijden, niet de patient. Over seksisme, racisme en klassisme“ (dt.: „Scheidelinien. Über Sexismus, Rassismus und Klassismus“) ging sie der Fragestellung nach, wie sich Sexismus, Rassismus und Klassismus überschneiden.
In den letzten Jahren arbeitete sie bei der Stichting Admira, bei der sie unter anderem Frauengruppen im ehemaligen Jugoslawien anleitete.
Außerdem unterstützt sie in ihrer Mitarbeit bei der Stichting Kifaia gehandicapte Personen im Gazastreifen. 2008 war sie beim ersten Gay Pride in Ankara zu Gast.
Anja Meulenbelt publizierte rund dreißig Bücher, die in mehrere Sprachen und fast alle ins Deutsche übersetzt worden sind.

## Privates
Meulenbelt heiratete jung einen Österreicher, aus der Ehe entstammt ihr Sohn Armin (* 1962).
Im Januar 2007 heiratete Meulenbelt den Palästinenser Khaled Abu Zaid, den Ex-Terroristen und Gründungsdirektor des National Center for Community Rehabilitation (NFS) in Gaza, 2010 wurde die Ehe geschieden.

## Werke (Auswahl)
Aufsätze
- Brood en Rozen. Artikelen 1975–1982. Uitgeverij Sara, Amsterdam 1983, ISBN 90-6328-098-X.
- Feminismus. Aufsätze zur Frauenbefreiung. Frauenoffensive, München 1982, ISBN 3-88104-118-4.

Autobiographie
- De schaamte voorbij.
  - deutsch: Die Scham ist vorbei. Eine persönliche Geschichte. 16. Aufl. Frauenoffensive, München 1995, ISBN 3-88104-044-7 (EA München 1976)

Belletristik
- Alba. Van Gennep, Amsterdam 1984, ISBN 90-6012-618-1.
  - deutsch: Die Gewöhnung ans alltägliche Glück. Rowohlt Verlag, Reinbek 1985, ISBN 3-499-12534-X.
- Blessuretijd.
  - deutsch: Auszeit. Rowohlt, Reinbek 1998, ISBN 3-499-22389-9.
- De bewondering. Van Gennep, Amsterdam 1992, ISBN 90-6012-925-3.
  - deutsch: Bewunderung. Rowohlt, Reinbek 1988, ISBN 3-498-04323-4.
- Een kleine moeite. Van Gennep, Amsterdam 1985, ISBN 90-6012-656-4.
  - deutsch: Ich wollte nur dein Bestes. Rowohlt, Reinbek 1991, ISBN 3-499-12866-7.

Sachbücher
- Casablanca. Of de onmoglijkheden van de heteroseksuele liefde. Van Gennep, Amsterdam 1991, ISBN 90-6012-646-7.
  - deutsch: Über die Unmöglichkeit der Liebe zwischen Mann und Frau. Rowohlt, Reinbek 1994, ISBN 978-3-499-19591-4 (früherer Titel: Du hast nur einen Beruf - mich glücklich zu machen!),
- Voor onszelf, Vanuit vrouwen bekeken. FUS, Amsterdam 1979, ISBN 90-6328-015-7.
  - deutsch: Für uns selbst. Körper und Sexualität aus der Sicht von Frauen. Ullstein, Frankfurt/M. 1992, ISBN 3-548-34576-X (EA München 1990).
- Emancipatie en overspel. Ontrouw, intimiteit, modern moederschap, rivaliteit, mannen als lustobject, als hoerenlopers, als daders en slachtoffers. Van Gennep, Amsterdam 1993, ISBN 90-6012-896-6.
  - deutsch: Emanzipation und Seitensprung. Von Intimität, Untreue und Rivalität. Rowohlt, Reinbek 1993, ISBN 3-498-04358-7.
- De ziekte bestrijden, niet de patiënt. Over seksisme, racisme en klassisme. Van Gennep, Amsterdam 1986, ISBN 90-6012-644-0.
  - deutsch: Scheidelinien. Über Sexismus, Rassismus und Klassismus. Rowohlt, Reinbek 1988, ISBN 978-3-498-04316-2.